# Boulton Paul Defiant
Boulton Paul Defiant là một loại máy bay tiêm kích đánh chặn của Anh, nó được trang bị cho Không quân Hoàng gia (RAF) vào đầu Chiến tranh thế giới II. Defiant do hãng Boulton Paul Aircraft thiết kế và chế tạo như một "tiêm kích có tháp pháo", nó không có bất kỳ khẩu súng bắn trước nào. Defiant cùng thời với loại Blackburn Roc của Hải quân Hoàng gia. Khái niệm về một loại tiêm kích có tháp pháo bắt nguồn từ thành công của loại máy bay Bristol F.2 Fighter trong thời kỳ Chiến tranh thế giới I.
Thực tế, khi chạm trán với không quân Đức, nó đã bị đánh bại bởi loại tiêm kích Messerschmitt Bf 109 một chỗ cơ động hơn. Sau đó Defiant được dùng làm máy bay tiêm kích bay đêm cho đến khi bị thay thế bởi Bristol Beaufighter và de Havilland Mosquito. Defiant được dùng làm máy bay huấn luyện, đối kháng điện tử, cứu hộ sau khi không dùng làm máy bay tiêm kích nữa.

## Biến thể
Defiant Mk I
Tiêm kích hai chỗ cho RAF, lắp 1 động cơ 1,030 hp (768 kW) Rolls-Royce Merlin III; 723 chiếc.
Defiant NF Mk I
Defiant Mk I hoán cải thành tiêm kích bay đêm
Defiant NF Mk IA
NF Mk I với radar đánh chặn trên không.
Defiant ASR Mk I
Mk I dùng cho nhiệm vụ cứu hộ.
Defiant TT Mk I
Defiant Mk II hoán cải để kéo bia bay; 150 chiếc được hoán cải.
Defiant Mk II
Tiêm kích bay đêm hai chỗ cho RAF, lắp 1 động cơ 1,280 hp (954 kW) Rolls-Royce Merlin XX, và radar AI Mk IV; 210 chiếc.
Defiant TT Mk III
Phiên bản chuyên nhiệm kéo bia bay; 140 chiếc mới được chế tạo.

## Quốc gia sử dụng
- Úc
- British India
- Canada
- Ba Lan
- Anh Quốc
- USA

## Tính năng kỹ chiến thuật (Mk I)
War Planes of the Second World War: Volume Two Fighters

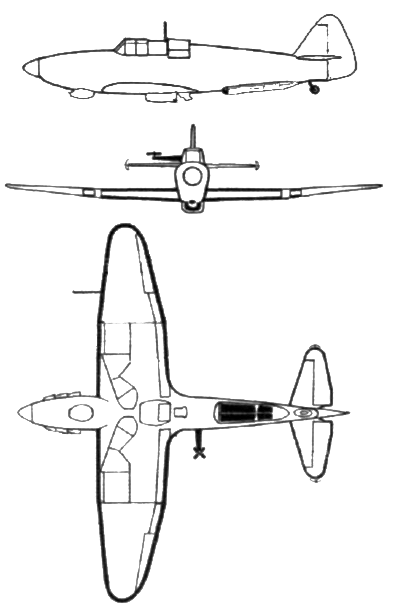

### Đặc điểm riêng
- Tổ lái: 2 (phi công, xạ thủ)
- Chiều dài: 35 ft 4 in (10.77 m)
- Sải cánh: 39 ft 4 in (11.99 m)
- Chiều cao: 11 ft 4 in (3.46 m)
- Diện tích cánh: 250 ft² (23.2 m²)
- Trọng lượng rỗng: 6,078 lb (2,763 kg)
- Trọng lượng có tải: 8,318 lb (3,781 kg)
- Trọng lượng cất cánh tối đa: 8,600 lb (3,909 kg)
- Động cơ: 1 × Rolls-Royce Merlin III, 1,030 hp (768 kW)

### Hiệu suất bay
- Vận tốc cực đại: 304 mph (264 knots, 489 km/h)
- Vận tốc hành trình: 175 mph (152 knots, 282 km/h)
- Tầm bay: 465 mi (404 nmi, 749 km)
- Trần bay: 31,000 ft[2] (9,250 m)
- Lực nâng của cánh: 33.27 lb/ft²[3]
- Lực đẩy/trọng lượng: 0.124 hp/lb (204 W/kg)

### Vũ khí
- 4 khẩu súng máy Browning 0.303 in (7.7 mm)